# Яблонська Елеонора Олександрівна
Елеоно́ра Олекса́ндрівна Ябло́нська (нар. 1935 року) — українська скульпторка і керамістка.

## Біографія
Народилась в місті Дніпропетровськ. У 1961 році закінчила Львівський інститут прикладного і декоративного мистецтва. Випускниця кафедри монументально-декоративної скульптури, дипломна робота — скульптура «Тенісистка».

## Твори
Пам'ятники: Миколі Островському в Південно-Казахстанській області, Володимиру Леніну в Астрахані, керамічний сервіз тощо.